# Den Elfte
Den elfte, också kallad Evig envig är en låt gjord av skånska reggaegruppen Svenska Akademien. Låten vann pris för bästa mp3-släpp på Swedish Hip Hop Awards 2002.

## Album
- Med anledning av
- Upphovsmännen till den skånska raggan

## Övrigt
- Låttext